# The Four Vagabonds
A The Four Vagabonds (A 4 csavargó) egy amerikai férfi énekegyüttes volt. Húsz évén át, 1933-1953 között tevékenykedtek. Hidat képeztek az 1930-as évek vokálegyüttesei és a második világháború után virágzó rhythm and blues énekegyüttesek között.

| The Four Vagabonds                        | The Four Vagabonds                        |
| Kattints az alábbi külső linkek egyikére! | Kattints az alábbi külső linkek egyikére! |
| ----------------------------------------- | ----------------------------------------- |
| Nem található szabad kép.(?)              |                                           |
| külső link · jogvédett                    | The Four Vagabonds                        |

## Történet
A Four Vagabondsot négy afroamerikai diák 1933-ban alapította a St. Louis-i Vashon High Schoolban: John Jordan (énekes), Norval Taborn (bariton), Robert O'Neal (tenor) és Ray Grant (basszusgitár; Grant). Eleinte a Mills Brothers befolyásának hatása alatt énekelte.
Először az egyetemi rádióban, majd a WIL-en, majd a KSD-n az NBC Rádióban jelentek meg. Ez vezette el őket 1936-ban a chicagói rádióhoz, és a Don McNeill's Breakfast Clubba és a Garry Moore's Club Matinee-ba.
Az 1940-es évek során „A Négy Csavargó” számos műsorban szerepeltkülönböző rádiókban.
1949. április 1-jén, a televíziózás korai időszakában a „Happy Pappy” című helyi varieté bemutatta a chicagói tévé műsorában őket. A Four Vagabonds (valamint más csoportok közreműködésével) ez volt az első teljesen afrikai-amerikai televíziós előadókat bemutató műsor.
Az énekegyüttes szereplése az 1950-es években is folytatódott. Az 1980-as években egy eredeti tag, John Jordan új Four Vagabonds együttest hozott létre.

## Tagok
- Ray Grant († 1950)
- Robert O'Neal († 1968)
- John Jordan († 1988)
- Norval Taborn († 1990)

## Diszkográfia
- 1941: Slow and Easy
- 1941: Duke of Dubuque
- 1941: I Had the Craziest Dream
- 1941: Rose Ann of Charing Cross
- 1941: Comin' In on a Wing and a Prayer
- 1941: If I Were You
- 1941: Kentucky Baby
- 1941: Do You Know What It Means To Miss New Orleans
- 1941: I Wonder Who's Kissing Her Now
- 1947: P.S. I Love You
- 1947: The Freckle Song
- 1947: Oh My Achin' Back
- 1947: Ask Anyone Who Knows
- 1947: Choo Choo
- 1947: Lazy Country Side
- 1947: That Old Gang of Mine
- 1947: Heart of My Heart
- 1947: Oh, What a Polka
- 1947: I Can't Make Up My Mind

## Fordítás
Ez a szócikk részben vagy egészben  a   The Four Vagabonds című angol Wikipédia-szócikk ezen változatának fordításán alapul.  Az eredeti cikk szerkesztőit annak laptörténete sorolja fel. Ez a jelzés csupán a megfogalmazás eredetét és a szerzői jogokat jelzi, nem szolgál a cikkben szereplő információk forrásmegjelöléseként.